# Prionochilus
Prionochilus là một chi chim trong họ Dicaeidae.